# D&CO
D&CO est une émission de télévision française consacrée à la décoration intérieure, présentée par Valérie Damidot du 22 avril 2006 au 12 juillet 2015. Sophie Ferjani la présentera ensuite pendant une dizaine d'émissions. Elle est diffusée du 22 avril 2006 au 25 mars 2017 sur M6 et en Belgique sur Plug RTL, dans un premier temps le samedi à 13 h 15 et rediffusée le dimanche à 18 h 55, puis uniquement le dimanche à 18 h 50. Depuis septembre 2012, l'émission est décalée au samedi à 18 h 50, pour laisser place à la version longue de 66 minutes. Mais en janvier 2013, après de nombreuses réactions négatives sur Internet et après des audiences en baisse, l'émission revient le dimanche, mais à 16 h 15, échangeant sa place avec Un trésor dans votre maison.
L'émission compte (au dimanche 14 septembre 2014) 330 émissions.

## Titre de l'émission
Il est basé sur un jeu de mots entre, d'une part, l'abréviation « déco » (pour « décoration ») et, d'autre part, les abréviations D (pour « Damidot ») & Co. (pour « et compagnie »).

## Principe

### Avec Sophie Ferjani (2016-2017)
L'émission, tournée sur 2 jours, propose aux participants de redécorer 2 ou 3 pièces de leur intérieur selon leurs envies, avec l'aide des animateurs et parfois d'artisans. En fin de programme, la famille découvre les travaux réalisés par l'équipe de l’émission.

## D&CO, une semaine pour tout changer
D&CO, une semaine pour tout changer est une version allongée de D&CO.
Diffusée mensuellement en semaine et en première partie de soirée, une famille se voit proposer la réfection entière de son intérieur. Le coût est pris en charge par la production et est déterminé selon le poids des objets qu'ils sont prêts à donner à une association (1 kg vaut 100 €).
La rénovation est réalisée en 7 jours (parfois 8) avec l'aide d'artisans et un membre de la famille.

### Liste des différentes émissions spéciales
| Episode | Famille                                                   | Diffusion                               | Audience                                            |
| ------- | --------------------------------------------------------- | --------------------------------------- | --------------------------------------------------- |
| 1       | Patrice et Gwen (Une semaine)                             | 17 octobre 2006                         | 5 300 000 téléspectateurs, 20,6 % de part de marché |
| 2       | Stéphanie et Sébastien (Une semaine)                      | 19 décembre 2006                        |                                                     |
| 2       | Nathalie et David (Une semaine)                           | 16 avril 2007                           | 4 400 000 téléspectateurs, 16,4 % de part de marché |
| 3       | Blandine et Laurent (Une semaine)                         | 1er octobre 2007                        | 4 251 000 téléspectateurs, 16,6 % de part de marché |
| 4       | Stéphanie et Thierry (Une semaine)                        | 23 octobre 2007                         |                                                     |
| 5       | Salela et Mohamed (Une semaine)                           | 21 avril 2008                           |                                                     |
| 6       | Thématique salons                                         | 27 juillet 2008                         |                                                     |
| 7       | Thématique chambres                                       | 3 août 2008                             |                                                     |
| 8       | Thématique chambres enfants                               | 10 août 2008                            |                                                     |
| 9       | Olivia et Nicolas (Une semaine)                           | 6 octobre 2008                          |                                                     |
| 10      | Sébastien et Céline (Une semaine)                         | 15 septembre 2008                       |                                                     |
| 11      | Christophe et Caroline (Une semaine)                      | 15 décembre 2008                        | 3 720 000 téléspectateurs, 14,7 % de part de marché |
| 12      | Claire et Matthieu (Une semaine)                          | 26 janvier 2009                         |                                                     |
| 13      | Blandine & Laurent (Une semaine)                          | 1er juin 2009                           | 2 960 000 téléspectateurs, 12,1 % de part de marché |
| 14      | Véronique et Michel (Une semaine)                         | 1er juillet 2009                        | 2 790 000 téléspectateurs, 12,8 % de part de marché |
| 15      | Emmanuel et Karine (Une semaine)                          | 16 septembre 2009                       | 3 360 000 téléspectateurs, 14 % de part de marché   |
| 16      | Suzana et Bertrand (Une semaine)                          | 23 novembre 2009                        | 2 960 000 téléspectateurs, 11,2 % de part de marché |
| 17      | Mélanie et Emmanuel (Une semaine)                         | 17 mai 2010                             | 3 240 000 téléspectateurs, 13,2 % de part de marché |
| 18      | Spécial jardin (Ali, 33 ans, et Séverine, 35 ans)         | 6 juin 2010                             |                                                     |
| 19      | Spécial jardin (Claire, 30 ans, et Michaël, 29 ans)       | 13 juin 2010                            |                                                     |
| 20      | Spécial jardin (Michaël, 36 ans et Salima, 34 ans)        | 20 juin 2010                            |                                                     |
| 21      | Spécial jardin (Françoise, 57 ans)                        | 27 juin 2010                            |                                                     |
| 22      | Marie-Françoise (Une semaine)                             | 22 septembre 2010                       | 2 950 000 téléspectateurs, 12,2 % de part de marché |
| 23      | Hôpital Robert Debré                                      | 29 décembre 2010                        | 2 620 000 téléspectateurs, 11,1 % de part de marché |
| 24      | Nathalie et Abdel (Une semaine)                           | 1er février 2011                        | 3 250 000 téléspectateurs, 15.3 % de part de marché |
| 25      | Mélanie et Sylvain (Une semaine)                          | 15 février 2011                         | 3 400 000 téléspectateurs, 14.5 % de part de marché |
| 26      | Nelly (Une semaine)                                       | 8 mars 2011                             | 2 600 000 téléspectateurs, 10.8 % de part de marché |
| 27      | Odile (Une semaine)                                       | 5 juillet 2011                          | 2 860 000 téléspectateurs, 12.7 % de part de marché |
| 28      | Gérard et Béatrice (Une semaine)                          | 21 septembre 2011                       | 2 600 000 téléspectateurs, 11.7 % de part de marché |
| 29      | Hôpital Bicêtre                                           | 20 décembre 2011                        | 2 094 000 téléspectateurs, 7.8 % de part de marché  |
| 30      | Philippe et Marielle (Une semaine)                        | 8 février 2012                          | 2 770 000 téléspectateurs, 11,2 % de part de marché |
| 31      | Jérôme et Christelle (Une semaine)                        | 21 mars 2012                            | 3 070 000 téléspectateurs, 12,5 % de part de marché |
| 32      | Mickaël et Vanessa (Une semaine)                          | 15 mai 2012                             | 2 560 000 téléspectateurs, 10 % de part de marché   |
| 33      | Vincent (Une semaine)                                     | 17 juillet 2012                         | 2 690 000 téléspectateurs, 13,4 % de part de marché |
| 34      | Mélanie et Sylvain (Une semaine)                          | 21 août 2012                            | 2 070 000 téléspectateurs, 11 % de part de marché   |
| 35      | Nicolas et Virginie (Une semaine)                         | 2 octobre 2012                          | 1 924 000 téléspectateurs, 8 % de part de marché    |
| 36      | Sébastien et Marie (Une semaine)                          | 9 octobre 2012                          | 2 832 000 téléspectateurs, 11,8 % de part de marché |
| 37      | Isadora et Eric (Une semaine)                             | 9 janvier 2013                          | 2 657 000 téléspectateurs, 11,1 % de part de marché |
| 38      | Arnaud et Élodie (Une semaine)                            | 5 février 2013                          | 2 729 000 téléspectateurs, 11,5 % de part de marché |
| 39      | Valère et Céline (Une semaine)                            | 2 avril 2013                            | 2 370 000 téléspectateurs, 9,8 % de part de marché  |
| 40      | Laurence (Une semaine)                                    | 25 juin 2013                            | 2 831 000 téléspectateurs, 12,2 % de part de marché |
| 41      | Christophe et Marjorie (Une semaine)                      | 27 août 2013                            | 2 478 000 téléspectateurs, 11,2 % de part de marché |
| 42      | Bertrand et Marion (Une semaine)                          | 24 septembre 2013                       | 1 770 000 téléspectateurs, 7,2 % de part de marché  |
| 43      | Christophe et Elisabeth (Une semaine)                     | 1er octobre 2013                        | 2 674 000 téléspectateurs, 11,5 % de part de marché |
| 44      | Jean-Sébastien et Sandie (Une semaine)                    | 1er janvier 2014                        | 2 391 000 téléspectateurs, 10,3 % de part de marché |
| 45      | Laurent et Stéphanie (Une semaine)                        | 19 février 2014                         | 2 275 000 téléspectateurs, 10,1 % de part de marché |
| 46      | Christian et Véronique (Une semaine)                      | 12 mars 2014                            | 2 397 000 téléspectateurs, 10,7 % de part de marché |
| 47      | Aurélie et Nicolas (Une semaine)                          | 26 mars 2014                            | 2 043 000 téléspectateurs, 9,2 % de part de marché  |
| 48      | Guy et Martine (Une semaine)                              | 24 juin 2014                            |                                                     |
| 49      | Sylvain et Karine (Une semaine)                           | 13 août 2014                            |                                                     |
| 50      | Laurent et Véronique (Une semaine) Spécial 50e émission   | Du 24 septembre 2014                    |                                                     |
| 51      | Frédérico et Carla (Une semaine)                          | Du 28 septembre 2014 au 26 octobre 2014 |                                                     |
| 52      | Eric et Christelle (Une semaine)                          | Du 9 novembre 2014 au 7 décembre 2014   |                                                     |
| 53      | Charlotte (Une semaine)                                   | 14 décembre 2014                        |                                                     |
| 54      | Wilfrid et Virginie (Une semaine)                         | Du 4 janvier 2015 au 15 février 2015    |                                                     |
| 55      | Eddy et Jessica (Une semaine)                             | Du 1er mars 2015 au 5 avril 2015        |                                                     |
| 56      | Philippe et Aline (Une semaine)                           | Du 19 avril 2015 au 24 mai 2015         |                                                     |
| 57      | Jean-Pascal et Magalie (Une semaine) Spéciale la dernière | Du 7 juin 2015 au 12 juillet 2015       |                                                     |

Sophie Ferjani :
| Episode | Famille                                              | Date de diffusion        | Audience |
| 58      | Carole & François (Une semaine) Spéciale la première | Septembre - Octobre 2015 |          |
| 59      | Fabien & Nathalie (Une Semaine)                      |                          |          |
| 60      | Jérôme & Angélique (Une Semaine)                     |                          |          |
| 61      | Mario et Valérie (Une Semaine)                       |                          |          |

## Générique
La phrase du générique et des jingles de D&CO, une semaine pour tout changer, est Our house, in the middle of our street (« Notre maison, au milieu de notre rue ») ; elle est issue de la chanson Our House de Madness.

## Épisodes

### Saison 1
| Episode | Famille                                  | Diffusion         |                       |
| 1       | Mitch et Agnès                           | 22 avril 2006     | Détails de l'émission |
| 2       | Lydia et Yannick                         | 29 avril 2006     | Détails de l'émission |
| 3       | Isabelle, Charlotte, Caroline et Camille | 6 mai 2006        | Détails de l'émission |
| 4       | Tessa et Nicolas                         | 13 mai 2006       | Détails de l'émission |
| 5       | Vincent                                  | 20 mai 2006       | Détails de l'émission |
| 6       | Reja et Gilles                           | 27 mai 2006       | Détails de l'émission |
| 7       | Caroline et Joachim                      | 3 juin 2006       | Détails de l'émission |
| 8       | Valérie, Nicolas et Maxime               | 17 juin 2006      | Détails de l'émission |
| 9       | Linda et Leonardo                        | 24 juin 2006      | Détails de l'émission |
| 10      | Maryline et Fred                         | 9 septembre 2006  | Détails de l'émission |
| 11      | Anne-Laure et Vanessa                    | 16 septembre 2006 | Détails de l'émission |
| 12      | Pascal et Laurence                       | 23 septembre 2006 | Détails de l'émission |
| 13      | Virginie et Ami                          | 30 septembre 2006 | Détails de l'émission |
| 14      | Mélanie et Frédéric                      | 7 octobre 2006    | Détails de l'émission |
| 15      | Marie-Jo                                 | 14 octobre 2006   | Détails de l'émission |
| 16      | Maud                                     | 21 octobre 2006   | Détails de l'émission |
| 17      | Delphine et Yannick                      | 28 octobre 2006   | Détails de l'émission |
| 18      | Gaia, Sarah, Aline et Laurent            | 4 novembre 2006   | Détails de l'émission |
| 19      | Fabrice et Séverine                      | 11 novembre 2006  | Détails de l'émission |
| 20      | Line-Marie et Stéphanie                  | 18 novembre 2006  | Détails de l'émission |
| 21      | Aurore et Nicolas                        | 25 novembre 2006  | Détails de l'émission |
| 22      | Cécile et Boukari                        | 16 décembre 2006  | Détails de l'émission |
| 22      | Valérie et Franck                        | 23 décembre 2006  | Détails de l'émission |

### Saison 2
| Episode | Famille                    | Diffusion         |                       |
| 1       | Magalie et Matthieu        | 22 janvier 2007   | Détails de l'émission |
| 2       | Delphine et Yehuda         | 29 janvier 2007   | Détails de l'émission |
| 3       | Sébastien et Nathalie      | 5 février 2007    | Détails de l'émission |
| 4       | Dany                       | 6 février 2007    | Détails de l'émission |
| 5       | Olivier et Virginie        | 7 février 2007    | Détails de l'émission |
| 6       | Sidonie et Emmanuel        | 8 février 2007    | Détails de l'émission |
| 7       | Hélène et Emmanuel         | 9 février 2007    | Détails de l'émission |
| 8       | Jérôme et Magalie          | 19 février 2007   | Détails de l'émission |
| 9       | Julie et Laurent           | 26 février 2007   | Détails de l'émission |
| 10      | Agnès                      | 5 mars 2007       | Détails de l'émission |
| 11      | Charles et Maria           | 6 mars 2007       | Détails de l'émission |
| 12      | Claire                     | 7 mars 2007       | Détails de l'émission |
| 13      | Chantal                    | 8 mars 2007       | Détails de l'émission |
| 14      | Marie-Hélène et Romain     | 9 mars 2007       | Détails de l'émission |
| 15      | José et Aline              | 26 mars 2007      | Détails de l'émission |
| 16      | Sandra et Thierry          | 9 avril 2007      | Détails de l'émission |
| 17      | Frédéric et Catherine      | 16 avril 2007     | Détails de l'émission |
| 18      | Roland et Nathalie         | 23 avril 2007     | Détails de l'émission |
| 19      | Adeline et Daniel          | 30 avril 2007     | Détails de l'émission |
| 20      | Déborah et Mathieu         | 7 mai 2007        | Détails de l'émission |
| 21      | Marie et Jonathan          | 14 mai 2007       | Détails de l'émission |
| 22      | Sabine et Frédérik         | 28 mai 2007       | Détails de l'émission |
| 23      | Marie et Jimy              | 18 juin 2007      | Détails de l'émission |
| 24      | Annie                      | 18 juin 2007      | Détails de l'émission |
| 25      | Christelle et Jérôme       | 18 juin 2007      | Détails de l'émission |
| 26      | Nicolas et Dove            | 18 juin 2007      | Détails de l'émission |
| 27      | Elisabeth et Georges       | 16 juillet 2007   | Détails de l'émission |
| 28      | Lydie et Geoffroy          | 16 juillet 2007   | Détails de l'émission |
| 29      | Patrick et Aude            | 27 août 2007      | Détails de l'émission |
| 30      | Sylvie et ses filles       | 3 septembre 2007  | Détails de l'émission |
| 31      | Catherine et Sébastien     | 17 septembre 2007 | Détails de l'émission |
| 32      | Brigitte et Denis          | 8 octobre 2007    | Détails de l'émission |
| 33      | Corinne                    | 22 octobre 2007   | Détails de l'émission |
| 34      | Fabrice et Carole          | 29 octobre 2007   | Détails de l'émission |
| 35      | Katuscia et Mathieu        | 5 novembre 2007   | Détails de l'émission |
| 36      | Valérie et Bruno           | 6 novembre 2007   | Détails de l'émission |
| 37      | Audrey et Damien           | 7 novembre 2007   | Détails de l'émission |
| 38      | Marie-Céleste et José      | 8 novembre 2007   | Détails de l'émission |
| 39      | Audrey et Bruno            | 9 novembre 2007   | Détails de l'émission |
| 40      | Spécial hôpital de Garches | 10 décembre 2007  | Détails de l'émission |

### Saison 3
| Episode | Famille                                       | Diffusion         |                       |
| 1       | Yaëlle et Stéphane                            | 7 janvier 2008    | Détails de l'émission |
| 2       | Virginie et Anthony                           | 14 janvier 2008   | Détails de l'émission |
| 3       | Tracy et Cindy                                | 28 janvier 2008   | Détails de l'émission |
| 4       | Bernadette et Camille                         | 4 février 2008    | Détails de l'émission |
| 5       | Florence et Emmanuel                          | 11 février 2008   | Détails de l'émission |
| 6       | Capucine, Lorraine et Lucile                  | 18 février 2008   | Détails de l'émission |
| 7       | Anaïs et Medhi                                | 25 février 2008   | Détails de l'émission |
| 8       | Charlotte et Stéphane                         | 3 mars 2008       | Détails de l'émission |
| 9       | Alexandra et Sébastien                        | 10 mars 2008      | Détails de l'émission |
| 10      | Bénédicte                                     | 17 mars 2008      | Détails de l'émission |
| 11      | Linda et Priscilla                            | 24 mars 2008      | Détails de l'émission |
| 12      | Sylvie et Kangny                              | 31 mars 2008      | Détails de l'émission |
| 13      | Aude, Bérengère et Claire                     | 7 avril 2008      | Détails de l'émission |
| 14      | Nelly et Vincent                              | 14 avril 2008     | Détails de l'émission |
| 15      | Yann et Laurent                               | 21 avril 2008     | Détails de l'émission |
| 16      | Virginie et Bruno                             | 28 avril 2008     | Détails de l'émission |
| 17      | Esther et Emma                                | 5 mai 2008        | Détails de l'émission |
| 18      | Gaëlle                                        | 12 mai 2008       | Détails de l'émission |
| 19      | Marjorie et Sylvain                           | 19 mai 2008       | Détails de l'émission |
| 20      | Christine                                     | 26 mai 2008       | Détails de l'émission |
| 21      | Gwenaëlle et Stéphane                         | 2 juin 2008       | Détails de l'émission |
| 22      | Céline et David                               | 9 juin 2008       | Détails de l'émission |
| 23      | Myriam et Adam                                | 16 juin 2008      | Détails de l'émission |
| 24      | André et Françoise                            | 23 juin 2008      | Détails de l'émission |
| 25      | Caserne des pompiers de Versailles            | 14 juillet 2008   | Détails de l'émission |
| 26      | Toufik et Nassima                             | 8 septembre 2008  | Détails de l'émission |
| 27      | Pierre                                        | 15 septembre 2008 | Détails de l'émission |
| 28      | Claudia                                       | 22 septembre 2008 | Détails de l'émission |
| 29      | Sonia et Hacène                               | 29 septembre 2008 | Détails de l'émission |
| 30      | Hélène et Nicolas                             | 6 octobre 2008    | Détails de l'émission |
| 31      | Murielle et Cyril                             | 13 octobre 2008   | Détails de l'émission |
| 32      | Sarah, Pierre, Max et Michaël (100e émission) | 20 octobre 2008   | Détails de l'émission |
| 33      | Nathalie et Mario                             | 27 octobre 2008   | Détails de l'émission |
| 34      | Flavie et Medhi                               | 3 novembre 2008   | Détails de l'émission |
| 35      | Patricia                                      | 10 novembre 2008  | Détails de l'émission |
| 36      | Claire                                        | 17 novembre 2008  | Détails de l'émission |
| 37      | Zohra et Messaoud                             | 24 novembre 2008  | Détails de l'émission |
| 38      | David                                         | 8 décembre 2008   | Détails de l'émission |
| 39      | Florence et Alain                             | 9 décembre 2008   | Détails de l'émission |
| 40      | Sylvia et Franck                              | 10 décembre 2008  | Détails de l'émission |
| 41      | Adeline et Nicolas                            | 11 décembre 2008  | Détails de l'émission |

### Saison 4
| Episode | Famille                           | Diffusion         |                       |
| 1       | Marine et Clément                 | 5 janvier 2009    | Détails de l'émission |
| 2       | Sylvie                            | 12 janvier 2009   | Détails de l'émission |
| 3       | Karim et Dalida                   | 19 janvier 2009   | Détails de l'émission |
| 4       | Dragomir                          | 26 janvier 2009   | Détails de l'émission |
| 5       | Sylvain et Marjorie               | 2 février 2009    | Détails de l'émission |
| 6       | Aurélie                           | 9 février 2009    | Détails de l'émission |
| 7       | Matthieu                          | 23 février 2009   | Détails de l'émission |
| 8       | Isabelle et Laurent               | 2 mars 2009       | Détails de l'émission |
| 9       | Brigitte                          | 9 mars 2009       | Détails de l'émission |
| 10      | Cécile et François                | 16 mars 2009      | Détails de l'émission |
| 11      | Maguy et André                    | 23 mars 2009      | Détails de l'émission |
| 12      | Audrey                            | 24 mars 2009      | Détails de l'émission |
| 13      | Véronique et Marc                 | 25 mars 2009      | Détails de l'émission |
| 14      | Christelle                        | 26 mars 2009      | Détails de l'émission |
| 15      | Véronique                         | 27 mars 2009      | Détails de l'émission |
| 16      | Clémence, Marie et Camille        | 30 mars 2009      | Détails de l'émission |
| 17      | Laurent et Céline                 | 6 avril 2009      | Détails de l'émission |
| 18      | Karine                            | 18 mai 2009       | Détails de l'émission |
| 19      | Vimane                            | 1er juin 2009     | Détails de l'émission |
| 20      | Fabienne et Tony                  | 22 juin 2009      | Détails de l'émission |
| 21      | Sébastien, Cédric et Yannick      | 3 août 2009       | Détails de l'émission |
| 22      | Dorothée et Bérangère             | 7 août 2009       | Détails de l'émission |
| 23      | Antonio et Fatima                 | 10 août 2009      | Détails de l'émission |
| 24      | Nathalie et Hervé                 | 14 août 2009      | Détails de l'émission |
| 25      | Lydia                             | 17 août 2009      | Détails de l'émission |
| 26      | Sylvia                            | 21 août 2009      | Détails de l'émission |
| 27      | Monique et Jean-François          | 28 septembre 2009 | Détails de l'émission |
| 28      | Carole                            | 5 octobre 2009    | Détails de l'émission |
| 29      | Aurélie et Sébastien              | 26 octobre 2009   | Détails de l'émission |
| 30      | Rosine                            | 9 novembre 2009   | Détails de l'émission |
| 31      | Djoher, Fatima et Aldjia          | 23 novembre 2009  | Détails de l'émission |
| 32      | Patrice                           | 7 décembre 2009   | Détails de l'émission |
| 33      | Alice, Céline, Virginie et Elodie | 14 décembre 2009  | Détails de l'émission |
| 34      | Lucienne et Christophe            | 21 décembre 2009  | Détails de l'émission |

### Saison 5
| Episode | Famille                    | Diffusion         |                       |
| 1       | Christine et Thierry       | 4 janvier 2010    | Détails de l'émission |
| 2       | Marzouk et Amel            | 11 janvier 2010   | Détails de l'émission |
| 3       | Moulay                     | 18 janvier 2010   | Détails de l'émission |
| 4       | Leïla et Bruno             | 25 janvier 2010   | Détails de l'émission |
| 5       | Vanessa et Mickael         | 8 février 2010    | Détails de l'émission |
| 6       | Colette                    | 15 février 2010   | Détails de l'émission |
| 7       | Marion                     | 22 février 2010   | Détails de l'émission |
| 8       | Isabelle et Alex           | 4 mars 2010       | Détails de l'émission |
| 9       | Sandra et Pierre           | 11 mars 2010      | Détails de l'émission |
| 10      | Marie-Jo et Bernard        | 18 mars 2010      | Détails de l'émission |
| 11      | Laurence                   | 25 mars 2010      | Détails de l'émission |
| 12      | Corinne et David           | 26 mars 2010      | Détails de l'émission |
| 13      | Pauline, Audrey et Florian | 5 avril 2010      | Détails de l'émission |
| 14      | Clotilde et Jérôme         | 6 avril 2010      | Détails de l'émission |
| 15      | Laurent et Valérie         | 7 avril 2010      | Détails de l'émission |
| 16      | Kevin et Marine            | 8 avril 2010      | Détails de l'émission |
| 17      | Valentin et Nadine         | 9 avril 2010      | Détails de l'émission |
| 18      | Juan et Cathy              | 7 mai 2010        | Détails de l'émission |
| 19      | Christophe et Sandrine     | 14 mai 2010       | Détails de l'émission |
| 20      | Dominique                  | 29 juin 2010      | Détails de l'émission |
| 21      | Thierry et Régina          | 3 juillet 2010    | Détails de l'émission |
| 22      | Aline                      | 7 août 2010       | Détails de l'émission |
| 23      | Bruno et Myriam            | 6 septembre 2010  | Détails de l'émission |
| 24      | Arnaud et Jennifer         | 27 septembre 2010 | Détails de l'émission |
| 25      | Sonia                      | 4 octobre 2010    | Détails de l'émission |
| 26      | Nathalie et Christophe     | 18 octobre 2010   | Détails de l'émission |
| 27      | Samuel et Marion           | 8 novembre 2010   | Détails de l'émission |
| 28      | Irène                      | 22 novembre 2010  | Détails de l'émission |

### Saison 6
| Episode | Famille                     | Diffusion         |                       |
| 1       | Brigitte                    | 14 février 2011   | Détails de l'émission |
| 2       | Joan                        | 15 février 2011   | Détails de l'émission |
| 3       | Sébastien, Damien et Thomas | 16 février 2011   | Détails de l'émission |
| 4       | Laurence                    | 17 février 2011   | Détails de l'émission |
| 5       | Christian et Corinne        | 18 février 2011   | Détails de l'émission |
| 6       | David et Aurélie            | 21 février 2011   | Détails de l'émission |
| 7       | Vanessa et Julien           | 22 février 2011   | Détails de l'émission |
| 8       | Denis                       | 23 février 2011   | Détails de l'émission |
| 9       | Nicolas                     | 24 février 2011   | Détails de l'émission |
| 10      | Sandrine et Aurélie         | 25 février 2011   | Détails de l'émission |
| 11      | Florence et Henri           | 28 février 2011   | Détails de l'émission |
| 12      | Hannat et Albert            | 7 mars 2011       | Détails de l'émission |
| 13      | Bertrand et Ghislaine       | 14 mars 2011      | Détails de l'émission |
| 14      | Cédric, Thomas et Julien    | 25 avril 2011     | Détails de l'émission |
| 15      | Peggy                       | 29 mai 2011       | Détails de l'émission |
| 16      | Stéphanie et Mohamed        | 20 juin 2011      | Détails de l'émission |
| 17      | Karim et Brigitte           | 27 juin 2011      | Détails de l'émission |
| 18      | Mallory et Joffrey          | 5 septembre 2011  | Détails de l'émission |
| 19      | Fabrice et Sonia            | 12 septembre 2011 | Détails de l'émission |
| 20      | Clio et Julien              | 19 septembre 2011 | Détails de l'émission |
| 21      | Olivia                      | 26 septembre 2011 | Détails de l'émission |
| 22      | Stéphane et Valérie         | 3 octobre 2011    | Détails de l'émission |
| 23      | Gary                        | 10 octobre 2011   | Détails de l'émission |
| 24      | Valéry                      | 17 octobre 2011   | Détails de l'émission |
| 25      | Juliette                    | 24 octobre 2011   | Détails de l'émission |
| 26      | Cristina et David           | 7 novembre 2011   | Détails de l'émission |
| 27      | Thierry                     | 14 novembre 2011  | Détails de l'émission |
| 28      | Christelle                  | 21 novembre 2011  | Détails de l'émission |
| 29      | Marouan et Laurianne        | 28 novembre 2011  | Détails de l'émission |
| 30      | Yves et Pascale             | 5 décembre 2011   | Détails de l'émission |

### Saison 7
| Episode | Famille                               | Diffusion              |                       |
| 1       | Maryse et Ahmed                       | 9 janvier 2012         | Détails de l'émission |
| 2       | Alexandre et Carole                   | 16 janvier 2012        | Détails de l'émission |
| 3       | Magalie                               | 23 janvier 2012        | Détails de l'émission |
| 4       | Maria                                 | 30 janvier 2012        | Détails de l'émission |
| 5       | Maria et Amor                         | 6 février 2012         | Détails de l'émission |
| 6       | Stéphanie                             | 13 février 2012        | Détails de l'émission |
| 7       | Gilda et Emmanuel                     | 20 février 2012        | Détails de l'émission |
| 8       | Julia et Pierre                       | 27 février 2012        | Détails de l'émission |
| 9       | Matthieu                              | 5 mars 2012            | Détails de l'émission |
| 10      | Charlotte et Mourad                   | 12 mars 2012           | Détails de l'émission |
| 11      | Jean Luc et Nathalie                  | 19 mars 2012           | Détails de l'émission |
| 12      | Spécial Sidaction                     | 1er avril 2012         | Détails de l'émission |
| 13      | Elisabeth                             | 22 avril 2012 (inédit) | Détails de l'émission |
| 14      | Rita et Lucas                         | 26 mars 2012           | Détails de l'émission |
| 15      | Pierrette et Jean-Pierre              | 9 avril 2012           | Détails de l'émission |
| 16      | Brigitte et Bernard                   | 28 mai 2012            | Détails de l'émission |
| 17      | André et Nora                         | 25 juin 2012           | Détails de l'émission |
| 18      | Ghania (D&CO Jardin)                  | 26 juin 2012           | Détails de l'émission |
| 19      | Marie-Joline et Nicolas (D&CO Jardin) | 27 juin 2012           | Détails de l'émission |
| 20      | Sandrine (D&CO Jardin)                | 28 juin 2012           | Détails de l'émission |
| 21      | Jacques et Marie                      | 29 juin 2012           | Détails de l'émission |
| 22      | Thierry et Valérie                    | 2 juillet 2012         | Détails de l'émission |
| 23      | Ornella et Stéphane                   | 3 juillet 2012         | Détails de l'émission |
| 24      | Jean-Claude et Danica                 | 4 juillet 2012         | Détails de l'émission |
| 25      | Fabienne et Didier                    | 5 juillet 2012         | Détails de l'émission |
| 26      | Carole                                | 6 juillet 2012         | Détails de l'émission |
| 27      | Thibault                              | 6 août 2012            | Détails de l'émission |
| 28      | Arlette                               | 27 août 2012           | Détails de l'émission |
| 29      | Joël et Sylvie                        | 3 septembre 2012       | Détails de l'émission |
| 30      | Nelson et Célia                       | 17 septembre 2012      | Détails de l'émission |
| 31      | Bruno                                 | 8 octobre 2012         | Détails de l'émission |
| 32      | Sami et Rofrane                       | 22 octobre 2012        | Détails de l'émission |
| 33      | Sarah-Jane                            | 29 octobre 2012        | Détails de l'émission |
| 34      | Mickaël et Kristell                   | 5 novembre 2012        | Détails de l'émission |
| 35      | Bassam et Delphine                    | 9 novembre 2012        | Détails de l'émission |
| 36      | Spécial enfants hospitalisés          | 7 décembre 2012        | Détails de l'émission |

### Saison 8
| Episode | Famille               | Diffusion         |                       |
| 1       | Agnès                 | 14 janvier 2013   | Détails de l'émission |
| 2       | Max et Myriam         | 21 janvier 2013   | Détails de l'émission |
| 3       | Sophie                | 28 janvier 2013   | Détails de l'émission |
| 4       | Philippe              | 4 février 2013    | Détails de l'émission |
| 5       | Marie-Sylvie et David | 11 février 2013   | Détails de l'émission |
| 6       | Florence              | 18 février 2013   | Détails de l'émission |
| 7       | Alexandra             | 25 février 2013   | Détails de l'émission |
| 8       | Hatem et Stéphanie    | 4 mars 2013       | Détails de l'émission |
| 9       | Sonia                 | 11 mars 2013      | Détails de l'émission |
| 10      | Dany                  | 18 mars 2013      | Détails de l'émission |
| 11      | Noémie et Mathieu     | 25 mars 2013      | Détails de l'émission |
| 12      | Shérazade             | 1er avril 2013    | Détails de l'émission |
| 13      | Slim et Hajer         | 8 avril 2013      | Détails de l'émission |
| 14      | Didier                | 6 mai 2013        | Détails de l'émission |
| 15      | Jamel et Rabia        | 27 mai 2013       | Détails de l'émission |
| 16      | Adrien et July        | 10 juin 2013      | Détails de l'émission |
| 17      | Gordon et Dylan       | 14 juin 2013      | Détails de l'émission |
| 18      | Debby et Lola         | 26 août 2013      | Détails de l'émission |
| 19      | Bénédicte             | 9 septembre 2013  | Détails de l'émission |
| 20      | Florian et Nivine     | 23 septembre 2013 | Détails de l'émission |
| 21      | Fazou et Dominique    | 7 octobre 2013    | Détails de l'émission |
| 22      | Valérie               | 11 novembre 2013  | Détails de l'émission |
| 23      | Azad et Iasmine       | 2 décembre 2013   | Détails de l'émission |
| 24      | Claudine et Francoise | 16 décembre 2013  | Détails de l'émission |
| 25      | Lydie et Didier       | 30 décembre 2013  | Détails de l'émission |

### Saison 9
| Episode | Famille                                   | Diffusion       |                       |
| 1       | Khedidja                                  | 6 janvier 2014  | Détails de l'émission |
| 2       | Alain et Cécile                           | 13 janvier 2014 | Détails de l'émission |
| 3       | Benjamin et Lynda                         | 20 janvier 2014 | Détails de l'émission |
| 4       | Cosette                                   | 27 janvier 2014 | Détails de l'émission |
| 5       | Audrey et Cédric                          | 3 février 2014  | Détails de l'émission |
| 6       | William et Ghislaine                      | 4 février 2014  | Détails de l'émission |
| 7       | Nolwenn                                   | 5 février 2014  | Détails de l'émission |
| 8       | Alisson et Stéphane                       | 6 février 2014  | Détails de l'émission |
| 9       | Francesca                                 | 7 février 2014  | Détails de l'émission |
| 10      | Special Association "C'est Ke Du Bonheur" | 14 mars 2014    | Détails de l'émission |
| 11      | Kheira                                    | 14 avril 2014   | Détails de l'émission |
| 12      | Claudine                                  | 26 mai 2014     | Détails de l'émission |
| 13      | Jean-Paul et Florence                     | 9 juin 2014     | Détails de l'émission |
| 14      | Youssef et Dalenda                        | 7 juillet 2014  | Détails de l'émission |
| 15      | Bertrand et Nathalie                      | 18 juillet 2014 | Détails de l'émission |
| 16      | Jean et Martine                           | 1er août 2014   | Détails de l'émission |

### Saison 10
En raison du départ de Valérie Damidot pour NRJ12, Sophie Ferjani devient la nouvelle présentatrice de l'émission.
| Episode | Famille                              | Diffusion       |                           |
| ------- | ------------------------------------ | --------------- | ------------------------- |
| 1       | Chafia et Yazid                      | 9 janvier 2017  | « Détails de l'émission » |
| 2       | Dominique et Audrey                  | 16 janvier 2017 | « Détails de l'émission » |
| 3       | Sabrina et Steve                     | 23 janvier 2017 | « Détails de l'émission » |
| 4       | Linda et Kevin                       | 30 janvier 2017 | « Détails de l'émission » |
| 5       | Christelle et Charles                | 6 février 2017  | « Détails de l'émission » |
| 6       | Raphaël, Richard et Alexandre        | 20 février 2017 | « Détails de l'émission » |
| 7       | Marie-Annick, Aurélie et Jean-Michel | 27 février 2017 | « Détails de l'émission » |
| 8       | Delphine et Romain                   | 6 mars 2017     | « Détails de l'émission » |
| 9       | Guy et Éléone                        | 27 mars 2017    | « Détails de l'émission » |
| 10      | Roseline                             | 3 avril 2017    | « Détails de l'émission » |
| 11      | Violaine et Julien                   | 17 avril 2017   | « Détails de l'émission » |
| 12      | Hafida et Franck                     | 1er mai 2017    | « Détails de l'émission » |
| 13      | Kurt et Jack                         | 5 mai 2017      | « Détails de l'émission » |

## Produits dérivés
L'émission a donné lieu à un certain nombre de produits dérivés, coédités par M6 éditions :
- des ouvrages rédigés avec la collaboration rédactionnelle de Marie Vendittelli, Caroline Godefroy ou Hélène Lafaix, et édités par Hachette Pratique :
  - 2007 : Décoration et Bricolage : Tous les conseils et astuces de l'émission D&CO, Paris/Neuilly-sur-Seine, M6 éd., 175 p. (ISBN 978-2-01-235891-1)
  - 2007 : D&CO : Une maison tout en couleurs, Paris/Neuilly-sur-Seine, Hachette pratique / M6 éd., 2007, 175 p. (ISBN 978-2-01-235896-6 et 2-01-235896-9)
  - 2008 : D&CO, Avant : Après : Plus de 20 projets détaillés pas à pas, Paris/Neuilly-sur-Seine, Hachette pratique / M6 éd., 175 p. (ISBN 978-2-01-235895-9)
  - 2008 : Déco Récup : 80 idées pour customiser votre intérieur, Paris/Neuilly-sur-Seine, Hachette pratique / M6 éd., 175 p. (ISBN 978-2-01-237459-1)
  - 2008 : collection « Décorer et aménager », avec Isabelle Bruno, 63 p.
    - D&CO : Décorer et aménager une chambre d'ado, Paris/Neuilly-sur-Seine, Hachette pratique / M6 éd., 2008, 63 p. (ISBN 978-2-01-621095-6)
    - D&CO : Décorer et aménager un studio, Paris/Neuilly-sur-Seine, Hachette pratique / M6 éd., 63 p. (ISBN 978-2-01-621093-2)
    - D&CO : Décorer et aménager une cuisine, Paris/Neuilly-sur-Seine, Hachette pratique / M6 éd., 63 p. (ISBN 978-2-01-621094-9)
    - D&CO : Gagner de la place, Paris/Neuilly-sur-Seine, Hachette pratique / M6 éd., 63 p. (ISBN 978-2-01-621124-3)
    - D&CO : Décorer et aménager une salle de bain, Paris/Neuilly-sur-Seine, Hachette pratique / M6 éd., 2008, 63 p. (ISBN 978-2-01-621129-8)
    - D&CO : Décorer et aménager un deux-pièces, Paris/Neuilly-sur-Seine, Hachette pratique / M6 éd., 63 p. (ISBN 978-2-01-621128-1)
- des DVD des émissions, édités par Sony / BMG :
  - D&CO : Les chambres
  - D&CO : Les salons et salles à manger
  - D&CO : Les nouveaux espaces tendances
  - D&CO : Intégrale saison 1
  - D&CO : Style rustique chic, baroque, maison de famille
  - D&CO : Loft, design, disco jeune
  - D&CO : Ethnique, zen japonais, marocain
  - D&CO : Intégrale saison 2
- des DVD-ROM et CD-ROM interactifs édités par Anuman Interactive :
  - D&CO : Cuisines et salles de bains 3D
  - D&CO : Architecte d'intérieur 3D
  - D&CO : Salon et salle à manger 3D
  - D&CO : Appartement et agencement 3D
  - D&CO : Les nouveaux espaces tendance 3D
  - D&CO : Votre décorateur d'intérieur 3D
  - D&CO : Studio et chambre d'étudiant 3D
  - D&CO : Salles de bains 3D
  - D&CO : Cuisines 3D
  - D&CO : Chambres d'enfants 3D
- des jeux vidéo
  - un jeu ligne gratuit sur le site de M6
  - sur Nintendo DS, D&CO : Ta maison de rêve en 7 jours, développé par Atari.
  - sur iOS et Android, D&CO, le jeu, développé par Bulkypix.
- un coffret de quatre CD audio, D&CO Music, compilation de musique d'ambiance, éditée par Wagram